# Oodectes
Oodectes és un gènere extint de carnivoramorf. Se n'han trobat restes fòssils als estats americans de Wyoming, Utah i Colorado.